# Ngurmbur
Ngurmbur (též ngomburr) je vymřelý australský domorodý jazyk, který není vůbec zdokumentovaný. Jediné informace o tomto jazyce pochází od ostatních domorodců. Podle nich byl jazyk velice blízký jazyku umbugarla (někdy je uváděn také jako jeho dialekt) a byl používán ještě v 80. letech 20. století. Jazyk umbugarla již také vymřel, ale bývá někdy řazen do hypotetické rodiny darwinských jazyků (jazyky Darwinského regionu), do které se řadí hrstka vymřelých domorodých jazyků.